# Жендов
Жендов е българско родово име произхождащо от мъжкото собствено име Жендо, Джендо или Гендо. Трите имена имат обща основа с преминаване на Г в Ж или Дж в различните райони на страната.

## Личности с такова родово име
- Александър Жендов (1901 – 1953) – български художник
- Захари Жендов (1911 – 1998) – български кинорежисьор
- Никола Жендов (19??) – български генерал